# Isotomoidea
Isotomoidea is een superfamilie van springstaarten en telt 1322 beschreven soorten.

## Taxonomie
- Familie Isotomidae - Schäffer, 1896 
  - Onderfamilie Anurophorinae - Börner C, 1901:42
  - Onderfamilie Proisotominae - Stach, 1947
  - Onderfamilie Isotominae - Schäffer, 1896
  - Onderfamilie Pachyotominae - Potapov MB, 2001:18
- Familie Actaletidae - Börner, 1902, sensu Soto-Adames FN et al., 2008:506
- Familie Protentomobryidae - Folsom, 1937